# Arecibo
Arecibo je město na severním pobřeží ostrova Portoriko v Karibském moři, při ústí Rio grande de Arecibo. Žije zde přibližně 100 tisíc obyvatel. Nacházejí se zde dvě univerzity a sídlo katolického biskupa.
V blízkosti města se nachází známá radioastronomická Observatoř Arecibo.

## Historie
Prvními Evropany, kteří sem přišli v roce 1556, byli Španělé. Město bylo založeno roku 1616 a kolem roku 1650 byla založena katedrála svatého Filipa, později několikrát poškozená zemětřesením a několikrát přestavěná. Roku 1702 odrazil kapitán Antonio de los Reyes Correa britský pokus o obsazení města a stal se portorikánským národním hrdinou. Od roku 1898 bylo celé Portoriko přidruženo k USA, přesto není jedním z jeho států.